# Calophyllum austroindicum
Calophyllum austroindicum är en tvåhjärtbladig växtart som beskrevs av André Joseph Guillaume Henri Kostermans och P.F. Stevens. Calophyllum austroindicum ingår i släktet Calophyllum och familjen Calophyllaceae. Inga underarter finns listade i Catalogue of Life.